# Campionat Manomanista de 2007
L'edició del 2007 del Campionat Manomanista de pilota basca tingué aquests resultats:

## Fase prèvia

### 32ns de final
| Data     | Lloc       | Roig      | Blau          | Resultat |
| -------- | ---------- | --------- | ------------- | -------- |
| 06/04/07 | Zarautz    | Barriola  | Galartza V    | 22-07    |
| 07/04/07 | Amorebieta | Agirre    | Pascual       | 22-12    |
| 08/04/07 | Tolosa     | Koka      | Berasaluze IX | 22-09    |
| 09/04/07 | Bergara    | Laskurain | Eulate        | 13-22    |

### 16ns de final
| Data     | Lloc     | Roig     | Blau          | Resultat |
| -------- | -------- | -------- | ------------- | -------- |
| 13/04/07 | Azkoitia | Eulate   | Bengoetxea VI | 04-22    |
| 14/04/07 | Zarautz  | Barriola | Xala          | 22-11    |
| 15/04/07 | Bergara  | Koka     | Zearra        | 22-12    |
| 16/04/07 | Tolosa   | Agirre   | Olaizola I    | 13-22    |

### 8ns de final
| Data     | Lloc              | Roig     | Blau          | Resultat |
| -------- | ----------------- | -------- | ------------- | -------- |
| 20/04/07 | Zeanuri           | Koka     | Patxi Ruiz    | 21-22    |
| 21/04/07 | Zarautz           | Barriola | Peñagarikano  | 22-11    |
| 21/04/07 | Labrit (Pamplona) | Leiza    | Bengoetxea VI | 19-22    |
| 22/04/07 | Bergara           | Eugi     | Olaizola I    | 22-15    |

## Fase final del 2007
|  | Quarts de final               | Quarts de final               |                                       |          | Semifinals  | Semifinals  |  |  | Final               | Final |
|  |                               |                               |                                       |          |             |             |  |  |                     |       |
|  | Ogueta (Vitòria), 06 de maig  |                               |                                       |          |             |             |  |  |                     |       |
|  |                               |                               |                                       |          |             |             |  |  |                     |       |
|  | Martinez de Irujo             | 20                            |                                       |          |             |             |  |  |                     |       |
|  | Martinez de Irujo             | 20                            | Astelena (Eibar), 20 de maig          |          |             |             |  |  |                     |       |
|  | Barriola                      | 22                            |                                       |          |             |             |  |  |                     |       |
|  | Barriola                      | 22                            | Eugi                                  | 11       |             |             |  |  |                     |       |
|  | Labrit (Pamplona), 05 de maig |                               | Eugi                                  | 11       |             |             |  |  |                     |       |
|  |                               | Barriola                      | 22                                    |          |             |             |  |  |                     |       |
|  | Eugi                          | Barriola                      | 22                                    | 22       |             |             |  |  |                     |       |
|  | Eugi                          |                               | Atano III (Sant Sebastià), 17 de juny | 22       |             |             |  |  |                     |       |
|  | Beloki I                      | 15                            |                                       |          |             |             |  |  |                     |       |
|  | Beloki I                      | 15                            | Barriola                              | 10       |             |             |  |  |                     |       |
|  | Zarautz, 12 de maig           |                               | Barriola                              | 10       |             |             |  |  |                     |       |
|  |                               | Olaizola II                   | 22                                    |          |             |             |  |  |                     |       |
|  | Gonzalez                      | Olaizola II                   | 22                                    | 22       |             |             |  |  |                     |       |
|  | Gonzalez                      | Labrit (Pamplona), 02 de juny |                                       | 22       |             |             |  |  |                     |       |
|  | Bengoetxea VI                 | 11                            |                                       |          |             |             |  |  |                     |       |
|  | Bengoetxea VI                 | 11                            | Olaizola II                           | 22       | Tercer lloc | Tercer lloc |  |  |                     |       |
|  | Bergara, 13 de maig           |                               | Olaizola II                           | 22       | Tercer lloc | Tercer lloc |  |  |                     |       |
|  |                               | Gonzalez                      | 15                                    |          |             |             |  |  |                     |       |
|  | Olaizola II                   | Gonzalez                      | 15                                    | 22       | Eugi        |             |  |  |                     |       |
|  | Olaizola II                   |                               |                                       | 22       | Eugi        |             |  |  |                     |       |
|  | Patxi Ruiz                    | 19                            |                                       | Gonzalez |             |             |  |  |                     |       |
|  | Patxi Ruiz                    | 19                            |                                       |          |             |             |  |  |                     |       |
|  |                               |                               |                                       |          |             |             |  |  | Zarautz, 16 de juny |       |
|  |                               |                               |                                       |          |             |             |  |  |                     |       |

## Altres edicions del Campionat Manomanista
- Campionat Manomanista de 2005
- Campionat Manomanista de 2006
- Campionat Manomanista de 2008
- Campionat Manomanista de 2009